# كاكا نوراجا
كاكا نوراجا (بالإندونيسية: Cakka Nuraga)‏، (ولد في 18 أغسطس، 1998) تانقيرانغ، أندونيسيا. هو موسيقي ومغني وعازف جيتار إندونيسي. بدأ الغناء منذ سن الثامنة، بدأ مسيرته الموسيقية بغناء الأناشيد والظهور في مسابقة موسيقية متلفزة في إندونيسيا..

## روابط خارجية
- كاكا نوراجا على موقع IMDb (الإنجليزية)
- كاكا نوراجا على موقع ميوزك برينز (الإنجليزية)